# Luís Capoulas Santos
Luís Manuel Capoulas Santos (ur. 22 sierpnia 1951 w Montemor-o-Novo) – portugalski polityk, minister rolnictwa, rozwoju wsi i rybołówstwa (1998–2002), minister rolnictwa, leśnictwa i rozwoju wsi (2015–2019), poseł do Parlamentu Europejskiego VI i VII kadencji.

## Życiorys
Absolwent socjologii na Uniwersytecie w Évorze. W latach 1972–1977 pracował jako wykładowca na uczelni. W 1977 mianowano go dyrektorem regionalnego centrum reformy rolnej w Évorze (do 1981). Później pełnił obowiązki m.in. kierownika działu i dyrektora ds. usług dyrekcji regionalnej ds. rolnictwa w regionie Alentejo (do 1991).
Działał w Partii Socjalistycznej, był jej przewodniczącym w Montemor-o-Novo (1978–1979). Zasiadał w sekretariacie wykonawczym tego ugrupowania (1981–1993), sprawował funkcję przewodniczącego federacji departamentalnej PS w Évora (1993–1995). Wchodził w skład komisji krajowej PS (1993–2004), był też członkiem jej komisji politycznej (1995–2004).
W 1976 uzyskał mandat radnego Montemor-o-Novo (do 1979). Od 2001 pełnił obowiązki przewodniczącego sejmiku miejskiego w Évorze. W 1991 został wybrany po raz pierwszy na posła do Zgromadzenia Republiki (do 1995). W rządach Antónia Guterresa zajmował stanowisko sekretarza stanu ds. rolnictwa (1995–1998), później pełnił obowiązki ministra rolnictwa, rozwoju wsi i rybołówstwa (1998–2002). Reelekcję do krajowego parlamentu uzyskał w 2002. W 2004 wybrany w skład Parlamentu Europejskiego z listy PS. Był członkiem Komisji Rolnictwa i Rozwoju Wsi oraz Rybołówstwa. Pięć lat później odnowił mandat na kolejną kadencję. W PE zasiadał do 2014, w wyniku wyborów w 2015 powrócił do Zgromadzenia Republiki. W tym samym roku w rządzie, na czele którego stanął António Costa, objął urząd ministra rolnictwa, leśnictwa i rozwoju wsi. Sprawował go do 2019.
W 2019 i 2022 ponownie wybierany na posła do krajowego parlamentu.